# Niflheim

Formación de hielo en una cueva. Coloreado de la diapositiva por Margrit Wehrli-Frey.

Niflheim (en nórdico antiguo Niflheimr, «Hogar de la niebla»), en la mitología nórdica, es el reino de la oscuridad y de las tinieblas, envuelto por una niebla perpetua. En él habita el dragón Níðhöggr que roe sin cesar las raíces del fresno perenne Yggdrasil. Después del Ragnarök el dragón se dedicará a atormentar las almas que queden en el mundo.
En uno de los mitos cosmogónicos (véase Mitología escandinava creación), Niflheim es la materia fría, lo opuesto al Muspelheim o materia caliente. El mundo nació del choque de éstas en el espacio mágico, llamado Ginnungagap.
Bajo el enorme, oscuro y gélido Niflheim está el reino de los muertos, Helheim, donde reina la diosa o gigante Hela, con su perro Garm. También es el reino más helado de los 9 reinos.